# Lista planetelor minore: 54001–55000
| Nume                                            | Denumire provizorie                             | Data descoperirii                               | Locul descoperirii                              | Descoperitor(i)                                 |                                                 |                                                 |                                                 |                                                 |                                                 |                                                 |                                                 |                                                 |                                                 |                                                 |                                                 |                                                 |                                                 |                                                 |                                                 |                                                 |                                                 |                                                 |                                                 |                                                 |                                                 |                                                 |                                                 |                                                 |                                                 |                                                 |                                                 |                                                 |                                                 |                                                 |                                                 |                                                 |                                                 |                                                 |                                                 |                                                 |                                                 |                                                 |                                                 |                                                 |                                                 |                                                 |                                                 |                                                 |                                                 |
| 54001–54100 Lista planetelor minore/54001–54100 | 54001–54100 Lista planetelor minore/54001–54100 | 54001–54100 Lista planetelor minore/54001–54100 | 54001–54100 Lista planetelor minore/54001–54100 | 54001–54100 Lista planetelor minore/54001–54100 | 54101–54200 Lista planetelor minore/54101–54200 | 54101–54200 Lista planetelor minore/54101–54200 | 54101–54200 Lista planetelor minore/54101–54200 | 54101–54200 Lista planetelor minore/54101–54200 | 54101–54200 Lista planetelor minore/54101–54200 | 54201–54300 Lista planetelor minore/54201–54300 | 54201–54300 Lista planetelor minore/54201–54300 | 54201–54300 Lista planetelor minore/54201–54300 | 54201–54300 Lista planetelor minore/54201–54300 | 54201–54300 Lista planetelor minore/54201–54300 | 54301–54400 Lista planetelor minore/54301–54400 | 54301–54400 Lista planetelor minore/54301–54400 | 54301–54400 Lista planetelor minore/54301–54400 | 54301–54400 Lista planetelor minore/54301–54400 | 54301–54400 Lista planetelor minore/54301–54400 | 54401–54500 Lista planetelor minore/54401–54500 | 54401–54500 Lista planetelor minore/54401–54500 | 54401–54500 Lista planetelor minore/54401–54500 | 54401–54500 Lista planetelor minore/54401–54500 | 54401–54500 Lista planetelor minore/54401–54500 | 54501–54600 Lista planetelor minore/54501–54600 | 54501–54600 Lista planetelor minore/54501–54600 | 54501–54600 Lista planetelor minore/54501–54600 | 54501–54600 Lista planetelor minore/54501–54600 | 54501–54600 Lista planetelor minore/54501–54600 | 54601–54700 Lista planetelor minore/54601–54700 | 54601–54700 Lista planetelor minore/54601–54700 | 54601–54700 Lista planetelor minore/54601–54700 | 54601–54700 Lista planetelor minore/54601–54700 | 54601–54700 Lista planetelor minore/54601–54700 | 54701–54800 Lista planetelor minore/54701–54800 | 54701–54800 Lista planetelor minore/54701–54800 | 54701–54800 Lista planetelor minore/54701–54800 | 54701–54800 Lista planetelor minore/54701–54800 | 54701–54800 Lista planetelor minore/54701–54800 | 54801–54900 Lista planetelor minore/54801–54900 | 54801–54900 Lista planetelor minore/54801–54900 | 54801–54900 Lista planetelor minore/54801–54900 | 54801–54900 Lista planetelor minore/54801–54900 | 54801–54900 Lista planetelor minore/54801–54900 | 54901–55000 Lista planetelor minore/54901–55000 | 54901–55000 Lista planetelor minore/54901–55000 | 54901–55000 Lista planetelor minore/54901–55000 | 54901–55000 Lista planetelor minore/54901–55000 | 54901–55000 Lista planetelor minore/54901–55000 |
| ----------------------------------------------- | ----------------------------------------------- | ----------------------------------------------- | ----------------------------------------------- | ----------------------------------------------- | ----------------------------------------------- | ----------------------------------------------- | ----------------------------------------------- | ----------------------------------------------- | ----------------------------------------------- | ----------------------------------------------- | ----------------------------------------------- | ----------------------------------------------- | ----------------------------------------------- | ----------------------------------------------- | ----------------------------------------------- | ----------------------------------------------- | ----------------------------------------------- | ----------------------------------------------- | ----------------------------------------------- | ----------------------------------------------- | ----------------------------------------------- | ----------------------------------------------- | ----------------------------------------------- | ----------------------------------------------- | ----------------------------------------------- | ----------------------------------------------- | ----------------------------------------------- | ----------------------------------------------- | ----------------------------------------------- | ----------------------------------------------- | ----------------------------------------------- | ----------------------------------------------- | ----------------------------------------------- | ----------------------------------------------- | ----------------------------------------------- | ----------------------------------------------- | ----------------------------------------------- | ----------------------------------------------- | ----------------------------------------------- | ----------------------------------------------- | ----------------------------------------------- | ----------------------------------------------- | ----------------------------------------------- | ----------------------------------------------- | ----------------------------------------------- | ----------------------------------------------- | ----------------------------------------------- | ----------------------------------------------- | ----------------------------------------------- |

| Predecesor: 53001–54000 | Lista planetelor minore 54001–55000 Semnificații ale numelor: 54001–55000 | Succesor: 55001–56000 |